# Thule (sziget)

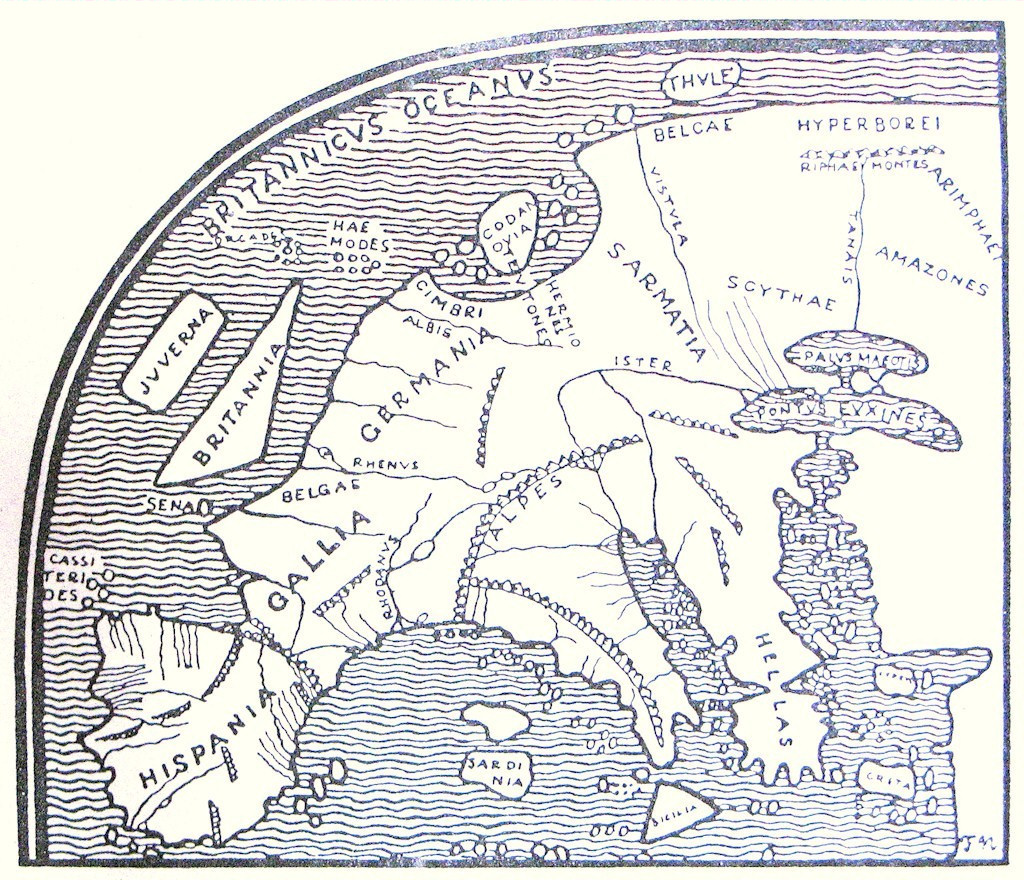
Pomponius Mela térképe Európáról, a térkép tetején Thule szigetének ábrázolásával

Thule (néha ultima Thule) mitikus sziget Európa északi részén. Bármely valós vagy elképzelt szigetet is nevezték Thulénak, az mindig az ismert világ legészakibb pontjának számított.

## Thule az ókorban
Első említése Pütheasz utazásaiból ismert, aki az i. e. 4. században először járt görögként a Brit-szigeteken, és valószínűleg körül is hajózta. Ő említ egy Thule nevű szigetet a mai Skócia partjaitól északra, ami valószínűleg a Shetland-szigetekkel azonos. Ahogy egyre többen és egyre jobban megismerték Európa földrajzát, Thule úgy tolódott egyre északabbra. Jelentette a Feröer-szigeteket, Izlandot vagy Skandináviát, Norvégia egy részét, végül Grönlandot.
A leírások szerint Thule egyheti hajójárásra fekszik az Orkádoktól, a kerülete 40 ezer stadion és nem él meg rajta sem növény, sem állat, mivel a földje állandóan fagyos.
Gustav Redslob 1855-ben német nyelvű monográfiát írt Thuléról.

## Thule ma
Ha Thule a mindenkori legészakibb ismert szigetet jelenti, akkor több, Grönlandtól északra fekvő apró sziget is szóba jöhet, mint "Thule". Az első ilyen szigetet 1978-ban fedezték fel a Kaffeklubben-szigettől északra, a 83° 40’ 32.5", és nyugati hosszúság 30° 40’ 10.1" metszéspontjában. Az Oodaag nevet adták neki, és a mérések szerint 50 méter hosszú és 50 méter széles volt, magassága 1 méter. A sziget később valószínűleg elsüllyedt.
1996-ban egy 10x10 méteres szigetet fedeztek fel, ami kicsivel északabbra feküdt Oodaagtól. További kutatások során 2003 júliusában egy 20 méter hosszú szigetet fedeztek fel légifelvételeket tanulmányozva, de ennek hivatalos koordinátái nem ismertek, létezése nincs megerősítve.

## Thule máshol
2019. január 1-jén a New Horizons űrszonda elhaladt a (486958) 2014 MU69 Neptunuszon túli kisbolygó mellett. Ez a kisbolygó a Földtől legmesszebbi objektum, amit a fenti dátumig földi űreszközök elértek, ezért az Ultima Thule „becenevet” kapta, amit később Arrokoth-ra változtattak.

## Ajánlott olvasmány
- Gustav Moritz Redslob: Thule (online verzió) (németül). unz.org, 2012 [last update]. (Hozzáférés: 2013. január 17.)